# Sechsundsechzig
Sechsundsechzig ist ein Kartenspiel der Bézique-Familie für zwei Personen, das in Deutschland weit verbreitet ist. Das Spiel ist dem Schnapsen sehr ähnlich, weshalb diese Spiele oft gleichgesetzt werden; es gibt aber einige Unterschiede.

## Etymologie und Entstehung

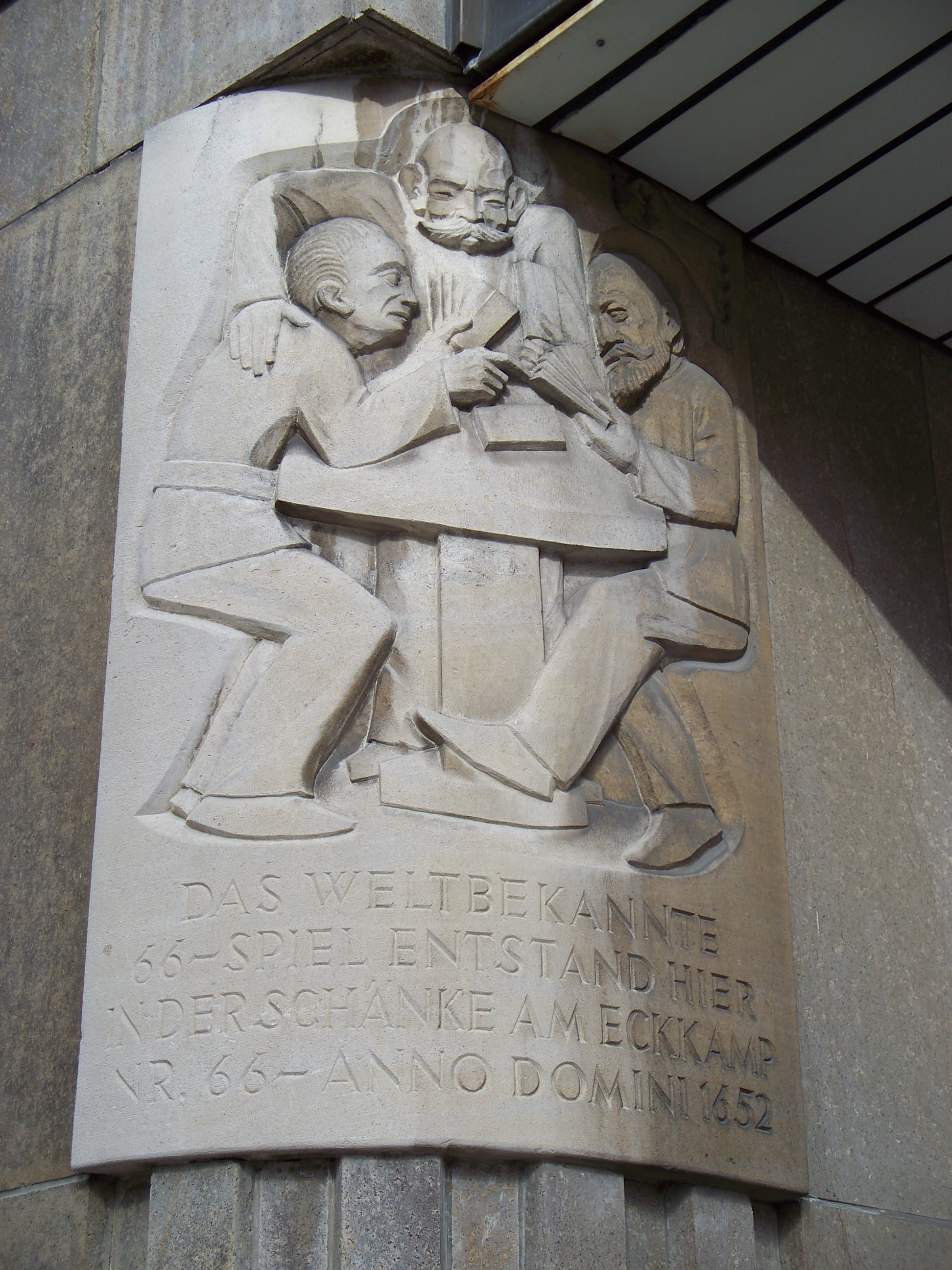
Gedenktafel in Paderborn zur Erinnerung an das angeblich erstmalige Sechsundsechzig-Spiel in der Schänke am Eckkamp Nr. 66 im Jahre 1652, die heutige Adresse lautet: Kamp 17

Die Bedeutung des Namens Sechsundsechzig erklärt sich dadurch, dass man für den Gewinn eines Spieles 66 Augen sammeln muss. Einer lange Zeit für wahr gehaltenen Geschichte zufolge wurde Sechsundsechzig im Jahre 1652 in der Schänke am Eckkamp Nr. 66 in der westfälischen Stadt Paderborn erfunden, und so erinnert an dieser Stelle auch eine Gedenktafel an dieses angeblich historische Ereignis. Von ihr leitet sich der Name des Spiels „66“ und noch ein weiterer, nämlich Paderbörnern, ab. Diese Geschichte tauchte zuerst in einem 1853 Heftchen Das Paderborner 66 von „ein Paderborner“; die 6. Auflage wurde sogar 1966 vom Verkehrsverein Paderborn und Forschungskreis „66“ veröffentlicht. Dieses Büchlein deutet auf eine Urschrift aus dem Jahre 1681 hin, die diese Geschichte erzählt.
Die Urschrift hält aber Karl Pöppel schon 1960 für falsch, besonders weil es „muß betont werden, daß es Hausnummern das ganze Mittelalter hindurch … bis zum Ende des 18. Jahrhunderts nicht gab.“ Dazu hat er weder Beweise über die im Heftchen genannten Spieler einschließlich der Inhaber des fiktiven Eckkamp 66, Ernestus Fröhlick, noch die Adresse selbst in den Stadtarchiven gefunden. Das Heftlein behauptet auch, dass es 1652 eine Jesuitenkirche in der Nähe gab; diese wurde aber erst 1682 bis 1692 gebaut. Abschließend muss er folgern, dass „die angebliche Urschrift aus dem Jahre 1681, die der humoristisch-historischen Abhandlung über die Entstehung des 66-Spiels zugrunde liegen soll, zweifellos eine Erfindung ist. Sie kann erst entstanden sein, als das Haus Nr. 66 abgebrochen war: um die Mitte des 19. Jahrhunderts.“
Eigentlich tauchte das „Sechs und Sechzig“ erst 1813 in einer Ordnung des Coburger Magistrats, wobei es zu den erlaubten Kartenspiele – neben „Whist, L'hombre, Tarot, deutsch Solo, Quadrille, Treizette, Reversi, Boston, Mariage, Piquet, Pochen, Tippen und Commerce“ – gezählt wurde. Es stammt wohl aus dem früheren Spiel Mariage (französisch Hochzeit), das sich im Leipziger Frauenzimmer-Lexicon von 1715 findet; der Name ist auch heute noch gebräuchlich; ein in Tschechien verbreitetes, verwandtes Spiel heißt Mariáš.
Sechsundsechzig war immer und ist immer noch ein deutsches Spiel, das fast nie in Österreich gespielt wurde. Laut viele Zeitungsartikeln wurde es im 19. Jahrhundert z. B. in Darmstadt, Paderborn, Köln, Leipzig, Frankfurt, Mainz, Wolfratshausen und der Pfalz, aber besonders in Berlin gespielt. Westfalen wurde sogar auch „das Land des Sechsundsechzig“ genannt.
Eine Variante des Sechsundsechzig, namens Schnorps, erschien erst 1833 in Sachsen, besonders in Leipzig und Jena, aber auch in den damaligen sächsischen Staaten wie Altenberg. Auch Schnarps oder Schnurps genannt, scheint Schnorps eine Entwicklung des Sechsundsechzig und der Vorgänger des österreichischen Schnapsens zu sein. Laut Vanderheid (1880) wurde Schnapsen bzw. Sechsundsechzig 1866 „durch die Preußen nach Österreich“ hergebracht.

## Die Regeln

### Das Ziel
Ziel des Spieles ist es, durch Stiche und Ansagen möglichst rasch 66 Augen oder mehr zu sammeln.
Anmerkung: Die in den Stichen enthaltenen Karten zählen nach ihren Augen, für ein gewonnenes oder verlorenes Spiel gibt es Punkte.

### Die Karten

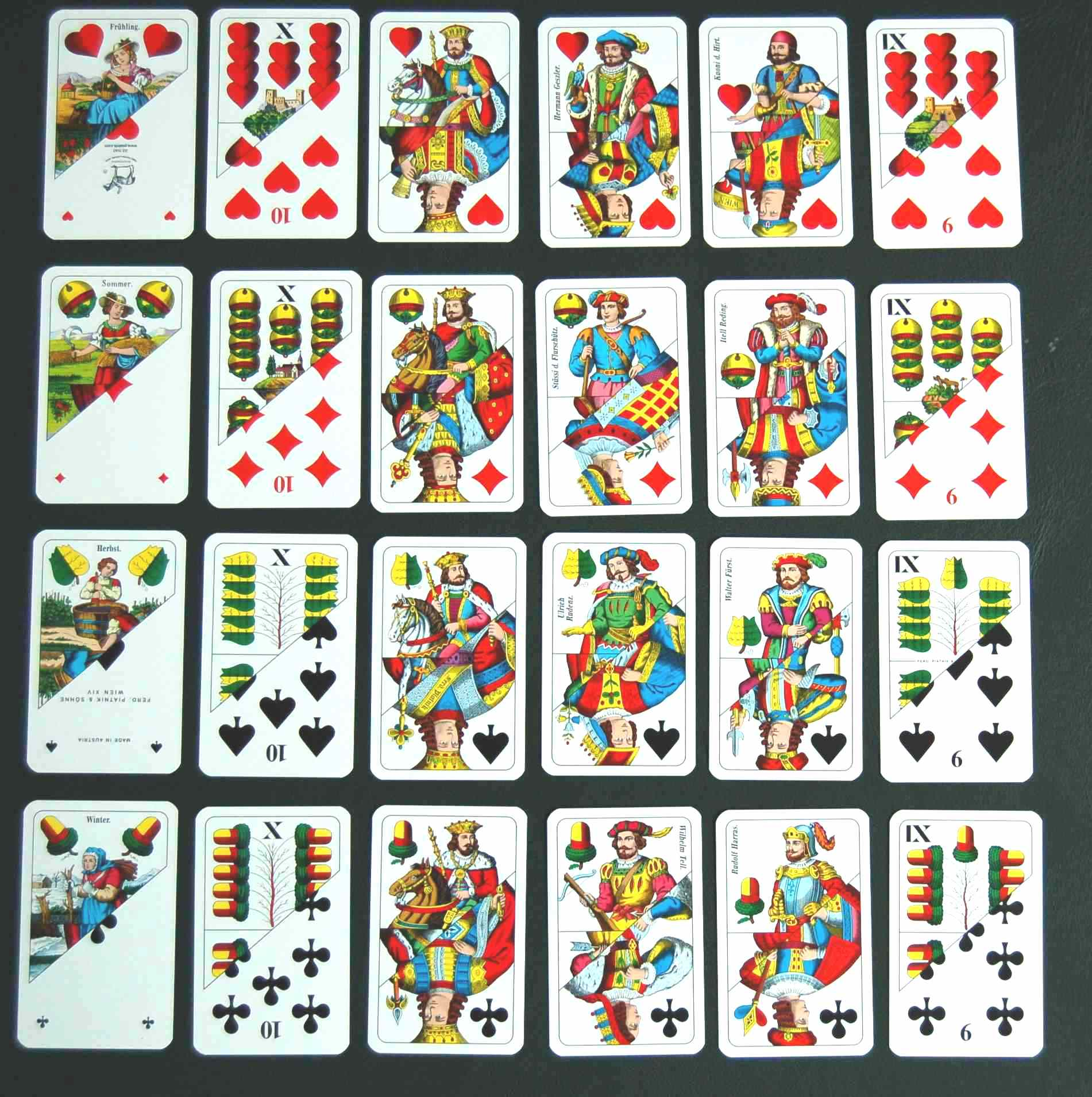
Deutsch-französische Karten für Sechsundsechzig bzw. Schnapsen

Regional unterschiedlich wird entweder mit französischen oder deutschen Karten gespielt. Für Turniere, bei denen Spieler aus verschiedenen Regionen aufeinandertreffen, gibt es spezielle deutsch-französische Karten.
Sechsundsechzig wird mit einem Paket zu 24 Karten gespielt – das ähnliche Schnapsen hingegen mit 20 Karten. Im Gegensatz zum Schnapsen werden beim Sechsundsechzig die Neuner verwendet.
Es gibt pro Farbe sechs verschiedene Karten:
| Farben der Spielkarten | Farben der Spielkarten | Farben der Spielkarten | Farben der Spielkarten | Farben der Spielkarten |
| ---------------------- | ---------------------- | ---------------------- | ---------------------- | ---------------------- |
| Französische Farben    |                        |                        |                        |                        |
| Deutsche Farben        |                        |                        |                        |                        |
| Bezeichnung der Farben | Herz                   | Karo / Schellen        | Pik / Laub             | Kreuz (Treff) / Eichel |

| Ass, Daus   | 11 |
| Zehner      | 10 |
| König       | 04 |
| Dame, Ober  | 03 |
| Bube, Unter | 02 |
| Neuner      | 0  |

### Das Teilen
Der Teiler (Geber) wird durch Ziehen von Karten bestimmt, der Spieler, der die höhere Karte zieht, teilt das erste Spiel, der andere Spieler ist die Vorhand.
Der Teiler mischt, lässt abheben und teilt wie folgt die Karten:
Jeder der beiden Spieler erhält sechs Karten in zwei Würfen zu je drei Blatt, das heißt zuerst erhält Vorhand drei Karten, dann der Teiler drei usw. Die dreizehnte Karte wird offen auf den Tisch gelegt.
Die offene Karte bestimmt die Trumpffarbe (Atout); der Reststapel wird als Talon quer über diese Karte gelegt, sodass die Trumpfkarte zur Hälfte sichtbar bleibt; diese zählt als unterste Karte des Talons.
In den weiteren Spielen wechseln sich die Spieler in den Rollen des Teilers und Vorhand jeweils ab.

### Das Spiel
Vorhand spielt zum ersten Stich aus. Zu Beginn des Spieles herrscht weder Farb- noch Stichzwang: Der Teiler kann entweder mit einer höheren Karte derselben Farbe oder einem Trumpf stechen – in diesem Fall gewinnt er den Stich. Er kann aber auch eine beliebige Karte abwerfen und den Stich der Vorhand überlassen.
Der Spieler, der den Stich gewonnen hat, nimmt die oberste Karte des Talons, sein Gegner die folgende. Nachdem beide Spieler ihr Blatt wieder auf sechs Karten ergänzt haben, spielt der Gewinner des Stichs zum nächsten Stich aus.
Auf diese Weise setzt sich das Spiel fort, bis der Talon aufgebraucht ist – es sei denn, ein Spieler meldet zuvor 66 Augen oder dreht zu (das heißt, er sperrt den Talon [s. u.]). Ist der Talon aufgebraucht oder wurde er zugedreht, gilt ab diesem Zeitpunkt Farb- und Stichzwang; das heißt ein Spieler muss, wenn er an der Reihe ist:
- mit einer höheren Karte der angespielten Farbe stechen. Kann er das nicht, so muss er
- eine niedrigere Karte der angespielten Farbe zugeben. Ist das nicht möglich, so muss er
- mit einer Trumpfkarte stechen, und falls auch das nicht geschehen kann,
- eine beliebige andere Karte abwerfen.

Farbzwang geht immer vor Stichzwang: Es ist nicht erlaubt, mit einer Trumpfkarte zu stechen, wenn man die angespielte Farbe bedienen kann.
Ein Verstoß gegen diese Regel wird Renonce genannt und mit dem sofortigen Verlust des Spiels bestraft, der Gegner gewinnt in diesem Fall drei Punkte.

### Das Ausmelden
Hat ein Spieler nach Gewinn eines Stichs oder einer Ansage (s. u.) 66 oder mehr Augen erreicht, so darf er das Spiel ausmelden (meist, indem er sagt: „Ich habe genug“). Das Spiel ist beendet, und jeder Spieler zählt die gesammelten Augen.
- Hat der Gegner keinen Stich erzielt, so gewinnt der Spieler drei Punkte (Siegpunkte),
- hat der Gegner 32 oder weniger Augen erhalten, gewinnt der Spieler zwei Punkte.
- hat der Gegner 33 oder mehr Augen erhalten, gewinnt der Spieler einen Punkt.

Hat ein Spieler das Spiel irrtümlich beendet, das heißt hat weniger als 66 Augen, ist das Spiel trotzdem beendet. In diesem Fall gewinnt der Gegner so viele Punkte, wie der Spieler gewonnen hätte, wäre die Siegmeldung korrekt erfolgt.

### Der letzte Stich
Hat vor dem Ausspielen der letzten Karte kein Spieler das Spiel für gewonnen erklärt, muss die letzte Karte gespielt werden und der Gewinner des letzten Stichs erhält zusätzliche zehn Augen.
Diese Regel gilt allerdings nicht im Falle einer Talonsperre (siehe unten).

### Die Ansagen

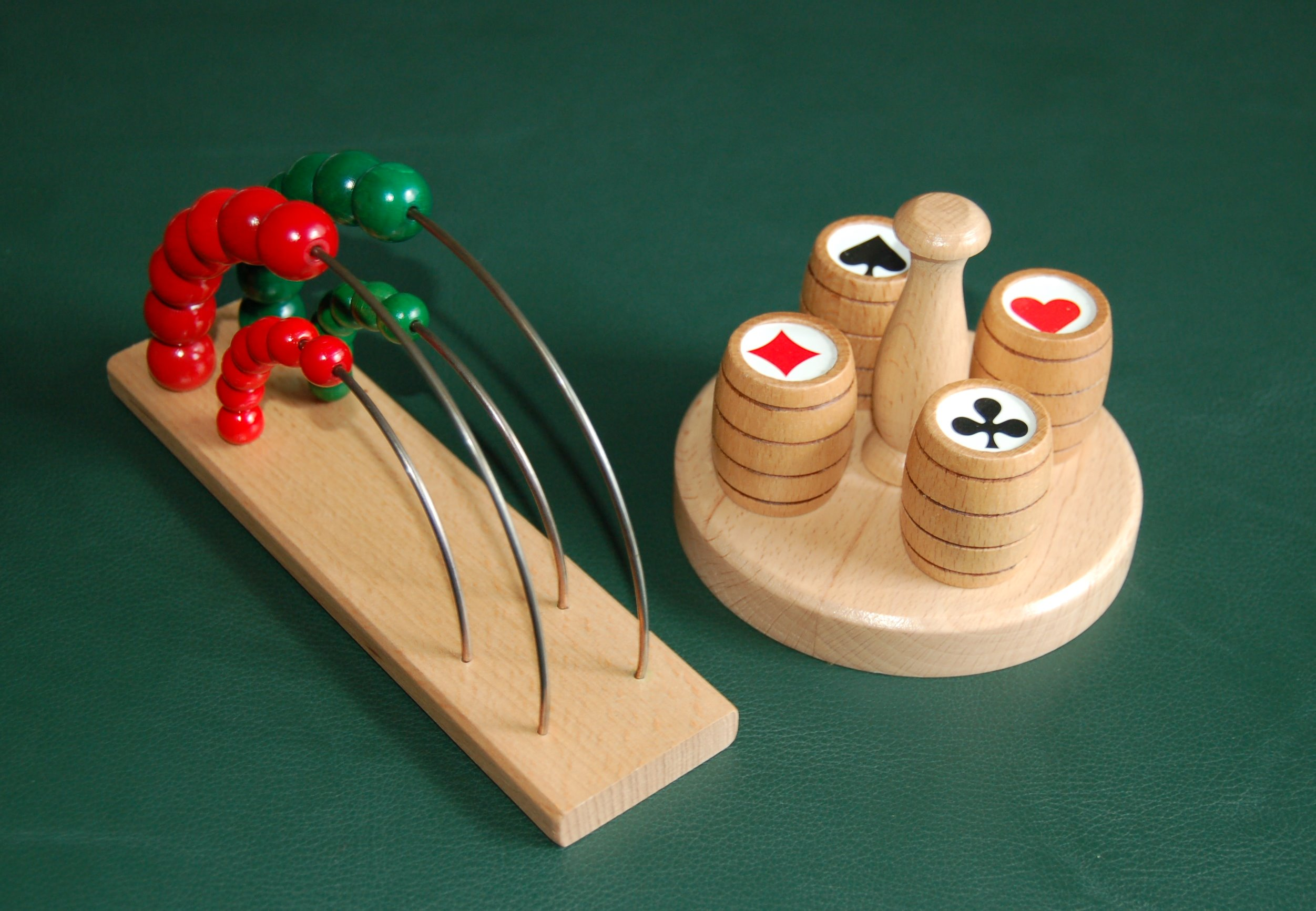
Bummerlzähler und Ansagefässchen mit französischen Farben

Besitzt ein Spieler König und Ober bzw. Dame von einer Farbe, so kann er dies, wenn er am Zug ist, ansagen (melden) und erhält dafür wie folgt Augen gutgeschrieben.
- Eine Ansage in Trumpf zählt 40 Augen, die Meldung in Atout wird daher Vierziger genannt.
- Eine Ansage in einer anderen Farbe zählt 20 Augen, man nennt dies einen Zwanziger.

Um spätere Streitigkeiten beim Zählen der Augen zu vermeiden, ist es empfehlenswert, bei jeder Ansage das entsprechende Ansagefässchen zu den Stichen zu legen.
Eine Ansage als erster Spielzug von der Vorhand ist möglich.
Wer eine Ansage macht, muss eine der beiden Karten zum nächsten Stich ausspielen. Die andere der beiden Karten wird zum Beweis, dass man sie auf der Hand hat, kurz vorgezeigt.
Hat der Spieler, der eine Ansage getätigt hat, das gesamte Spiel über keinen Stich erzielt, zählen die durch die Ansage erzielten Augen nicht, wodurch der Gegenspieler drei Punkte erhält. Wurde die Karte der Ansage gestochen und der Spieler erzielt später einen Stich, zählen die durch die Ansage erzielten Augen dennoch.
Das Paar König-Dame wird in den Spielen der Bézique-Familie aber auch beim Poch als eine Mariage bezeichnet. Die Bezeichnung Mariage ist natürlich nur beim Spiel mit französischen Karten gebräuchlich.

### Das Austauschen der Atout-Karte
Hält ein Spieler den Neuner der Trumpffarbe und ist am Zug, darf er vor seinem Zug den Neuner gegen die offen aufliegende Trumpffarbe „austauschen“. Die Vorhand darf die Trumpfkarte auch vor dem Ausspielen der ersten Karte austauschen.
Liegt nur noch eine Karte als Talon auf der offenen Trumpfkarte, darf man austauschen, jedoch nicht zudrehen.

### Das Sperren des Talons
Glaubt der Spieler, der am Zug ist, dass er ohne weiteres Heben vom Talon die benötigte Anzahl von 66 Augen erreichen kann, so kann er den Talon sperren oder zudrehen. Er nimmt dann die offene unterste Karte des Talons und legt sie verdeckt quer über den restlichen Stapel.
Ab diesem Zeitpunkt gilt Farb- und Stichzwang, als ob der Talon aufgebraucht wäre. Gelingt es dem Spieler, der den Talon gesperrt hat, im weiteren Spiel insgesamt 66 Augen zu sammeln und den Sieg zu erklären, gewinnt er das Spiel. Wer den letzten Stich erzielen kann, spielt im Falle einer Talonsperre keine Rolle. Stiche und Ansagen des Gegners, welche erst nach dem Zudrehen erfolgen, werden zu dessen Augen gezählt.
Kann der Spieler, der den Talon gesperrt hat, keine 66 Augen erzielen, bzw. kann sich sein Gegner zuvor ausmelden, so gewinnt der Gegner
- drei Punkte, falls er zum Zeitpunkt des Zudrehens noch stichlos war, ansonsten
- zwei Punkte.

Liegt nur mehr eine Karte als Talon auf der offenen Trumpfkarte, darf man austauschen, jedoch nicht zudrehen.

### Bummerl und Partien
Ein Bummerl setzt sich aus mehreren einzelnen Spielen zusammen; das Teilen wechselt nach jedem Spiel. Der Spieler, der als Erster sieben Siegpunkte erzielt, gewinnt, und der Gegner notiert bei sich einen ebenfalls Bummerl genannten fett geschriebenen Punkt.
Eine Besonderheit bei Sechsundsechzig ist die Zählung von Sieben herunter ; das heißt man zählt nicht die bereits erreichten Siegpunkte, sondern notiert die Anzahl der Punkte, die noch zum Gewinn fehlen: Beide Spieler beginnen daher mit sieben Punkten, gewinnt ein Spieler das erste Spiel mit drei Siegpunkten, so verringert sich sein Punktestand auf vier.
Der jeweilige Spielstand wird entweder traditionell mit Kreide auf einer kleinen Tafel aufgeschrieben oder mithilfe eines Bummerlzählers angezeigt: Am äußeren Bogen wird mithilfe von sieben großen Perlen der aktuelle Stand innerhalb des gerade gespielten Bummerls dargestellt, mit den kleineren Perlen des inneren Bogens werden die bereits zu Ende gespielten Bummerl gezählt. Werden die Spielkarten einem gängigen Skatdeck zu 32 Karten unter Aussortieren von Siebenern und Achtern entnommen, so werden die Punkte auch durch Aufdecken der großen Farbsymbole der Siebenerkarte gezählt. Der Spieler, dessen Sieben zuerst vollständig offen liegt, gewinnt. Dieses Vorgehen ist im Amateurbereich, wo Kreidetafel und Bummerlzähler nicht vorhanden sind, gebräuchlich.
- Gewinnt ein Spieler mit dem Stand 0 : 7, so ist der Gegner Schneider (Schneiderbummerl) und der Verlust zählt doppelt, der Verlierer notiert zwei Bummerl – diese Regel gilt jedoch nicht im Turnierspiel.

- In allen anderen Fällen erhält der Verlierer ein Bummerl.

Eine Partie wird je nach Vereinbarung bzw. Turnierausschreibung auf zwei oder drei gewonnene Bummerl gespielt, das heißt, der Spieler, der als Erster seinem Gegner zwei bzw. drei Bummerl anhängt, gewinnt die Partie.
Davon leitet sich die Redewendung ab: Einer kriegt immer das Bummerl.

## Verwandte Spiele
- Schnapsen
- Bauernschnapsen ist eine Variante für vier Spieler
- Dreierschnapsen ist eine Variante für drei Spieler
- Nürnberger Dreck
- Russisches Schnapsen